# Hembygd
Hembygd är den bygd eller plats som en person har en särskild koppling till. I äldre definition handlade det om platsen man härstammade från. I senare användning har begreppet kommit att handla mer om hemkänsla. Hembygd kan alltså vara platsen där man bor eller platser som har en speciell betydelse. Många människor upplever att de har flera hembygder.

## Historik
Under slutet av 1800-talet blev hembygd ett begrepp inom litteraturen. I början av 1900-talet blev hembygdskunskap och hembygdsvård ett sätt att förhålla sig till den nära fysiska miljön. Hembygdskunskap var ett samhällsorienterande ämne som i Sverige blev obligatoriskt i folkskolan 1919. 
Sveriges hembygdsförbund bildades 1916, då under namnet Samfundet för Hembygdsvård. Förbundet hade då rollen som en nationell konsulterande arkitektbyrå med arkitekten John Åkerlund som tjänsteman. Hembygdsvården omfattade både natur- och kulturvård och var inriktad på såväl gestaltning som bevarande. 
Under 1930-talet omorganiserades många äldre fornminnes- och museiföreningar genom sammanslagning med hembygdsförbund och hembygdsföreningar. Inriktningen uttrycktes i den vanliga namnformen "fornminnes- och hembygdsförening". 
Sedan 1991 heter förbundet Sveriges hembygdsförbund (SHF). Idag 2023 är SHF en riksorganisation med 26 regionala hembygdsförbund och drygt 2000 hembygdsföreningar varav cirka 1400 har hembygdsgårdar. Aktuell statistik om föreningarnas verksamhet kan hämtas från SHF:s hemsida. 
Användningen av begreppet hembygd har utvecklats i takt med att allt fler flyttar flera gånger under sin livstid. Det betyder att många människor har flera hembygder.

## Andra ord
Synonymer till begreppet "hembygd" kan till exempel vara hemort, hemtrakt, fädernebygd, fosterbygd, födelsebygd och barndomshem.